# Грин, Керри
Керри Ли Грин (англ. Kerri Lee Green, род. 14 января 1967 года) ― американская актриса, режиссер и сценарист.

## Биография
Грин родилась 14 января 1967 года в Форт-Ли, штат Нью-Джерси. Она выросла в Вудклифф-Лейке и училась в средней школе Паскак-Хиллз.
Она наиболее известна своими ролями в ряде подростковых фильмов 1980-х годов, включая «Лето напрокат» (1985), в котором она снялась в роли дочери авиадиспетчера (Джон Кэнди). Её большой прорыв произошёл в фильме 1985 года «Балбесы», в котором она сыграла чирлидершу Энди Кармайкл.
Грин получила признание критиков за свою роль в фильме «Лукас» (1986), в котором она сыграла главную роль в центре любовного треугольника между персонажами Кори Хэйма и Чарли Шина. Однако её следующий фильм «Трое в дороге» (1987), в котором снялись Чарли Шин и Алан Рак, не получил такого успеха. В 1990 году Грин появилась в эпизоде сериала «Полуночная жара». В 1993 году снялась в независимом фильме «Голубое пламя» и сыграла роль секретарши в двух эпизодах телевизионного ситкома «Без ума от тебя». Затем она сделала перерыв в актёрской карьере, чтобы изучать искусство в колледже Вассар.
Затем она стала соучредителем кинокомпании Independent Women Artists. Вместе с Дикенсоном она написала в соавторстве и поставила экранизацию пьесы о подростковой беременности под названием «Юное дитя» (1999).

## Фильмография
| Год  |   | Русское название                    | Оригинальное название             | Роль             |
| ---- | - | ----------------------------------- | --------------------------------- | ---------------- |
| 1985 | ф | Балбесы                             | The Goonies                       | Энди Кармайкл    |
| 1985 | ф | Лето напрокат                       | Summer Rental                     | Дженнифер Честер |
| 1986 | ф | Лукас                               | Lucas                             | Мегги            |
| 1987 | ф | Трое в дороге                       | Three for the Road                | Робин Киттередж  |
| 1990 | с | Полуночная жара                     | In the Heat of the Night          | Карен Севранс    |
| 1992 | с | Под тяжестью доказательств          | The Burden of Proof               | Кейт Гранум      |
| 1992 | с | Без ума от тебя                     | Mad About You                     | Стейси           |
| 1993 | ф | Голубое пламя                       | Blue Flame                        | Рейн             |
| 1993 | ф | Порченая кровь                      | Tainted Blood                     | Тори Паттерсен   |
| 1994 | с | Café Americain                      | Café Americain                    | Келли            |
| 1994 | с | Она написала убийство               | Murder, She Wrote                 | Сара             |
| 2000 | с | Скорая помощь                       | ER                                | Линн Паркер      |
| 2001 | с | Закон и порядок: Специальный корпус | Law & Order: Special Victims Unit | Мишель           |
| 2012 | ф | Самодовольный                       | Complacent                        | Бет Уилкенсен    |